# ميخائيل بيركس
ميخائيل بيركس (بالإنجليزية: Michael Burks)‏ هو كاتب أغاني وعازف قيثارة ومغني أمريكي، ولد في 30 يوليو 1957 في ميلواكي في الولايات المتحدة، وتوفي في 6 مايو 2012 في أتلانتا في الولايات المتحدة بسبب نوبة قلبية.

## وصلات خارجية
- ميخائيل بيركس على موقع ميوزك برينز (الإنجليزية)
- ميخائيل بيركس على موقع ديسكوغز (الإنجليزية)
- الموقع الرسمي